# Robert Bateman

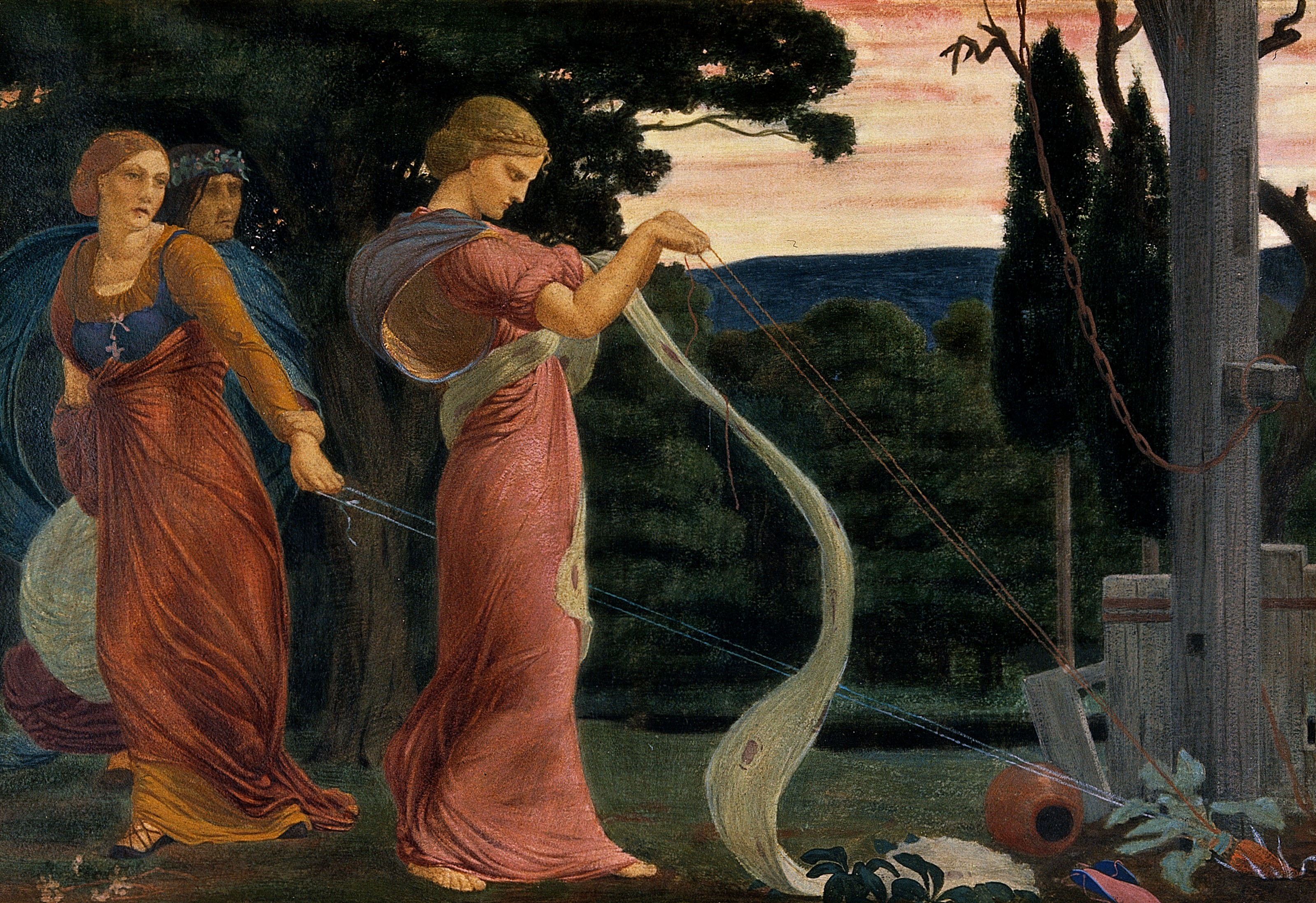
Ausreißen der Alraune. Gouache von Robert Bateman

Robert Bateman (* 1842 in Knypersley; † 4. August 1922) war ein englischer Maler und Bildhauer.

## Leben
Robert Bateman war der jüngere Sohn von James Bateman (1811–1897) und Maria Sybilla Egerton-Warburton, beides begeisterte Pflanzensammler, die das Familienvermögen in die Anlage von Biddulph Grange gesteckt hatten, das sie 1871 verkaufen mussten. Er hatte zwei ältere Brüder, John und Rowland, und eine jüngere Schwester.
Bateman wurde in Knypersley geboren, lebte dann in Biddulph Grange, zog aber 1871 mit seinen Eltern und seiner Schwester Katherine nach Hyde Park Gate.
Der Familienfreund Robert Cook nahm den jungen Mann mit auf Reisen nach Spanien und Venedig, wo er Gemälde ansehen konnte, und beherbergte ihn auch in London. Robert Bateman studierte in den 1860ern an der Royal Academy of Arts, wo sechs seiner Gemälde ausgestellt wurden. 1869 stellte er zusammen mit Simeon Solomon, Walter Crane und Marie Spartali in der Dudley Galerie, Egyptian Hall, in London Piccadilly aus, weshalb sie auch als die dekadente „Dudley-Schule“ bekannt waren, zu der auch Burne-Jones gerechnet wurde. Bateman stellte 1874 hier auch sein letztes Gemälde, „Reading of Love, He being by“ aus.
Bateman verlobte sich mit Caroline Octavia Howard, der Tochter von John Howard, des Dekans von Lichfield und Vetter des Grafen von Carlisle. Nach dem Tode ihres Vaters und dem Verkauf von Biddulph Grange wurden die Heiratspläne verschoben, und schließlich heiratete sie den deutlich älteren Geistlichen Charles Philip Wilbraham aus Penkridge, Sohn von Randle Wilbraham aus Rode Hall in Cheshire. Dieser verstarb jedoch nach dreijähriger Ehe unter seltsamen Umständen, und Bateman heiratete die Witwe.
Bateman Sr. hatte 1861 hatte den Landsitz Biddulph Old Hall aus dem 17. Jahrhundert in Biddulph, Staffordshire erworben, um seinen Garten zu erweitern. Er bestand aus der Ruine eines Herrenhauses aus dem 16. Jahrhundert, einer Mühle und einem Arbeiterhaus. Biddulph Hall war der Wohnsitz der Biddulphs gewesen. Als Royalisten wurden sie hier drei Monate von den Parlamentstruppen belagert, das Haus mit der berühmten Kanone Roaring Meg beschossen und die Ruine anschließend als Steinbruch benutzt. James Bateman ließ seine Arbeiter Ausgrabungen durchführen und legte einen romantischen Garten an, den er mit einem Tunnel mit dem Garten in Biddulph Grange verband. Robert Bateman lebte auf dem heute denkmalgeschützten Gut jahrzehntelang quasi als Einsiedler. 1890–1906 lebte das Ehepaar in Benthall Hall in Shropshire, wo Robert Bateman den Garten gestaltete, und ließen sich schließlich in Nunnery Delamere in Somerset nieder, wo er, wie auch in Benthall Hall, ein Bowling Green anlegte.

## Werke

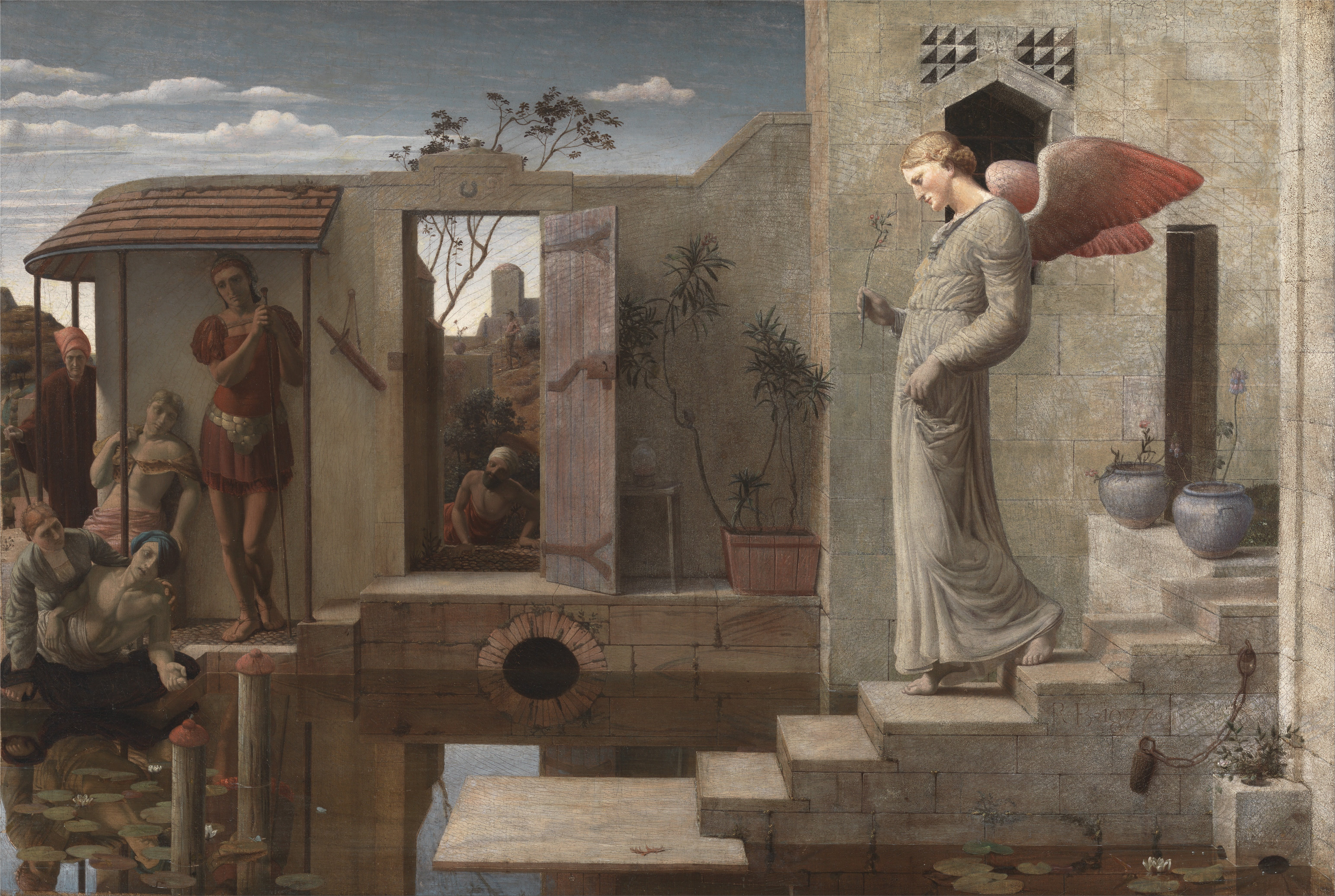
Der Teich von Bethesda, 1877

Seine bekanntesten Werke sind The Dead Knight (1870) und The Pool of Bethesda (1877), das in der Royal Academy ausgestellt wurde. The Dead Knight („Der tote Ritter“, auch „Die drei Raben“) befindet sich heute in einer privaten Sammlung, ist aber in dem Buch The Last Romantics (1989) reproduziert. Das Gemälde The Pool of Bethesda (Der Teich von Bethesda) in einem deutlich klassischeren Stil befindet sich im Yale Center for British Art. Es war in der Royal Academy ausgestellt worden.
- Little Red Riding Hood (1866)
- Reading of Love, He being by (1874, Privatsammlung)

## Nachleben
2004 verwendete der kanadische Autor David Suzuki einige von Batemans Illustrationen in seinem Buch Tree: A Life Story, deutsch: Der Baum: Eine Biographie.